# The 50 Greatest Hits
The 50 Greatest Hits é uma compilação musical do cantor norte-americano Elvis Presley (1935–77), originalmente lançada em 18 de novembro de 2000. O álbum conta com 50 das mais conhecidas canções de Presley, e foi relançada em 11 de agosto de 2017 para marcar os 40 anos de sua morte.

## Faixas
| The 50 Greatest Hits – CD 1 |                                 |                                             |                              |         |  |
| N.º                         | Título                          | Compositor(es)                              | Produtor(es)                 | Duração |  |
| 1.                          | "That's All Right"              | Arthur Crudup                               | Sam Phillips                 | 1:58    |  |
| 2.                          | "Mystery Train"                 | Junior Parker                               | Sam Phillips                 | 2:27    |  |
| 3.                          | "Heartbreak Hotel"              | Mae Boren Axton Thomas Durden               | Steve Sholes                 | 2:10    |  |
| 4.                          | "Blue Suede Shoes"              | Carl Perkins                                | Steve Sholes                 | 2:02    |  |
| 5.                          | "Lawdy, Miss Clawdy"            | Lloyd Price                                 | Steve Sholes                 | 2:10    |  |
| 6.                          | "Hound Dog"                     | Jerry Leiber e Mike Stoller                 | Steve Sholes                 | 2:18    |  |
| 7.                          | "Don't Be Cruel"                | Otis Blackwell                              | Steve Sholes Elvis Presley   | 2:05    |  |
| 8.                          | "Love Me Tender"                | Elvis Presley George R. Poulton Ken Darby   | Ernie Oelhrich Thorne Norgar | 2:44    |  |
| 9.                          | "Too Much"                      | Lee Rosenberg Bernard Weinman               | Ernst Jorgensen              | 2:35    |  |
| 10.                         | "All Shook Up"                  | Otis Blackwell Elvis Presley                | Jonathan Pollard             | 1:59    |  |
| 11.                         | "(Let Me Be Your) Teddy Bear"   | Kal Mann Bernie Lowe                        | Walter Scharf                | 1:49    |  |
| 12.                         | "Party"                         | Jessie Mae Robinson                         | Ken Nelson                   | 1:32    |  |
| 13.                         | "Loving You"                    | Jerry Leiber e Mike Stoller                 | Steve Sholes                 | 2:16    |  |
| 14.                         | "Jailhouse Rock"                | Jerry Leiber e Mike Stoller                 | Jerry Leiber e Mike Stoller  | 2:29    |  |
| 15.                         | "Don't"                         | Jerry Leiber e Mike Stoller                 | Jerry Leiber e Mike Stoller  | 2:51    |  |
| 16.                         | "Trouble"                       | Jerry Leiber e Mike Stoller                 | Walter Scharf Phil Khagan    | 2:19    |  |
| 17.                         | "Wear My Ring Around Your Neck" | Bert Carroll Moody Russell                  | Steve Sholes                 | 2:16    |  |
| 18.                         | "King Creole"                   | Jerry Leiber e Mike Stoller                 | Felton Jarvis                | 2:10    |  |
| 19.                         | "Hard Headed Woman"             | Claude DeMetrius                            | Walter Scharf Phil Khagan    | 1:56    |  |
| 20.                         | "One Night"                     | Dave Bartholomew Pearl King Anita Steinman  | Steve Sholes                 | 2:34    |  |
| 21.                         | "A Fool Such as I"              | Bill Trader                                 | Kyle Lehning                 | 2:40    |  |
| 22.                         | "A Big Hunk o' Love"            | Aaron Schroeder Sidney Wyche                | Steve Sholes                 | 2:15    |  |
| 23.                         | "Stuck on You"                  | J. Leslie McFarland Aaron Schroeder         | Steve Sholes                 | 2:22    |  |
| 24.                         | "The Girl of My Best Friend"    | Beverly Ross Sam Bobrick                    | Steve Sholes                 | 2:25    |  |
| 25.                         | "It's Now or Never"             | Wally Gold Aaron Schroeder Eduardo di Capua | Steve Sholes                 | 3:15    |  |
| Duração total:              | Duração total:                  | Duração total:                              | Duração total:               | 57:03   |  |

| The 50 Greatest Hits – CD 2 |                                       |                                                 |                          |         |  |
| N.º                         | Título                                | Compositor(es)                                  | Produtor(es)             | Duração |  |
| 1.                          | "Are You Lonesome Tonight?"           | Lou Handman Roy Turk                            | Steve Sholes Chet Atkins | 3:09    |  |
| 2.                          | "Wooden Heart"                        | Fred Wise Ben Weisman Kay Twomey Bert Kaempfert | Steve Sholes             | 2:06    |  |
| 3.                          | "Surrender"                           | Doc Pomus Mort Shuman Ernesto De Curtis         | Urban Thielmann          | 1:56    |  |
| 4.                          | "(Marie's the Name) His Latest Flame" | Doc Pomus Mort Shuman                           | Desconhecido             | 2:10    |  |
| 5.                          | "Can't Help Falling in Love"          | Hugo Peretti Luigi Creatore George David Weiss  | Elvis Presley            | 3:05    |  |
| 6.                          | "Good Luck Charm"                     | Aaron Schroeder Wally Gold                      | Steve Sholes             | 2:27    |  |
| 7.                          | "She's Not You"                       | Jerry Leiber e Mike Stoller Doc Pomus           | Steve Sholes Chet Atkins | 2:11    |  |
| 8.                          | "Return to Sender"                    | Winfield Scott Otis Blackwell[                  | Steve Sholes Chet Atkins | 2:09    |  |
| 9.                          | "(You're the) Devil in Disguise"      | Bill Giant Bernie Baum Florence Kaye            | Desconhecido             | 2:23    |  |
| 10.                         | "Viva Las Vegas"                      | Doc Pomus Mort Shuman                           | George Stoll             | 2:27    |  |
| 11.                         | "Crying in the Chapel"                | Kal Mann Bernie Lowe                            | Desconhecido             | 2:28    |  |
| 12.                         | "Love Letters"                        | Edward Heyman Victor Young                      | Felton Jarvis            | 2:53    |  |
| 13.                         | "Guitar Man"                          | Jerry Reed                                      | Chet Atkins              | 2:22    |  |
| 14.                         | "If I Can Dream"                      | Walter Earl Brown                               | Desconhecido             | 3:12    |  |
| 15.                         | "In the Ghetto"                       | Mac Davis                                       | Chips Moman              | 2:49    |  |
| 16.                         | "Suspicious Minds"                    | Mark James                                      | Chips Moman              | 4:23    |  |
| 17.                         | "Don't Cry Daddy"                     | Scott Davis                                     | Chips Moman              | 2:50    |  |
| 18.                         | "The Wonder of You"                   | Baker Knight                                    | Desconhecido             | 2:37    |  |
| 19.                         | "I Just Can't Help Believin'"         | Barry Mann Cynthia Weil                         | Felton Jarvis            | 4:38    |  |
| 20.                         | "An American Trilogy"                 | Mickey Newbury                                  | Desconhecido             | 4:30    |  |
| 21.                         | "Burning Love"                        | Dennis Linde                                    | Felton Jarvis            | 2:52    |  |
| 22.                         | "Always on My Mind"                   | Wayne Carson Johnny Christopher Mark James      | Felton Jarvis            | 3:40    |  |
| 23.                         | "Suspicion"                           | Doc Pomus Mort Shuman                           | John Fisher              | 2:38    |  |
| 24.                         | "Moody Blue"                          | Mark James                                      | Felton Jarvis            | 2:52    |  |
| 25.                         | "Way Down"                            | Layng Martine Jr.                               | Felton Jarvis            | 2:37    |  |
| Duração total:              | Duração total:                        | Duração total:                                  | Duração total:           | 71:24   |  |